# Sleepaway Camp III: Teenage Wasteland
『Sleepaway Camp III: Teenage Wasteland』（スリープアウェイ・キャンプ・スリー　ティーンエイジ・ウェイストランド）は、1989年のアメリカ映画。『サマーキャンプ・インフェルノ』シリーズの第三作目である。日本未公開。

## ストーリー
事件現場から逃亡した殺人鬼アンジェラ・ベイカーは、また別のキャンプ場へ行こうとしていた参加者の一人を殺害し為り変わり、快楽殺人を求めてキャンプ場にやって来る。こうして三度目の殺戮が始まった…。

## キャスト
- パメラ・スプリングスティーン
- トレイシー・グリフィス
- マイケル・J・ポラード
- マーク・オリバー
- ヘインズ・ブルック

## スタッフ
- 監督：マイケル・A・シンプソン
- 製作：ジェリー・シルヴァ、マイケル・A・シンプソン
- 製作総指揮：スタン・ウェイクフィールド
- 原案：ロバート・ヒルツィック
- 脚本：フリッツ・ゴードン
- 撮影：ビル・ミルズ
- 音楽：ジェームズ・オリヴェリオ